# Мюффа, Камиль
Ками́ль Мюффа́ (фр. Camille Muffat; 28 октября 1989[…], Ницца — 9 марта 2015[…], Вилья-Кастельи, Ла-Риоха) — французская пловчиха, олимпийская чемпионка 2012 года на дистанции 400 метров вольным стилем, а также серебряный и бронзовый призёр Игр 2012, чемпионка мира и Европы в 25-метровых бассейнах, многократная чемпионка Франции. Кавалер ордена Почётного легиона.
Специализировалась в плавании вольным стилем на средних дистанциях (200 и 400 метров), также выступала в комплексном плавании. Рекордсменка Европы, экс-рекордсменка мира на короткой воде на дистанциях 400 и 800 метров вольным стилем.
В 2006 году выиграла пять медалей на чемпионате мира среди юниоров в Бразилии, в том числе два золота в эстафетах 4×100 м и 4×200 м вольным стилем.
Чемпионкой Франции в 50-метровом бассейне Мюффа впервые стала в 2005 году, победив на дистанциях 50 м брассом и 200 м комплексным плаванием. Камиль выигрывала как минимум один титул чемпионки Франции на протяжении 10 лет подряд (2005—2014), особенно успешно она выступала на национальном чемпионате в 2011 (4 золота) и 2014 (5 побед) годах.
На Олимпийских играх 2008 года в Пекине 18-летняя француженка выступала на дистанциях 200 и 400 метров комплексным плаванием, но в обоих видах программы не сумела выйти в финал. Кроме того Камиль плыла в эстафете 4×200 м вольным стилем, где команда Франции заняла в финале пятое место (после сборных Австралии, Китая, США и Италии).
На Олимпийских играх 2012 года в Лондоне также выступила в трёх видах программы. 29 июля Мюффа выиграла олимпийское золото на дистанции 400 метров вольным стилем с новым олимпийским рекордом (4.01,45), на 0,32 сек опередив в финале американку Эллисон Шмитт. 31 июля в финальном заплыве на дистанции 200 метров вольным стилем Мюффа стала второй, почти 2 секунды проиграв установившей олимпийский рекорд Шмитт, но на 0,23 сек опередив австралийку Бронте Барратт, ставшую третьей. 1 августа Камиль выступала в эстафете эстафете 4×200 м вольным стилем, где француженки в финале заняли третье место после сборных США и Австралии, установив при этом новый национальный рекорд (7.47,49). Вместе с Мюффа в финале плыли Шарлотта Бонне, Офели-Сирьель Этьенн и Корали Балми.
За карьеру выступала на 4 чемпионатах мира по водным видам спорта (2007, 2009, 2011 и 2013), на которых в сумме выиграла 4 бронзовые награды.
В июле 2014 года завершила карьеру спортсменки в возрасте 24 лет.
Погибла в марте 2015 года в авиакатастрофе в Аргентине (столкновение двух вертолётов на высоте 100 метров) во время съёмок экстремального реалити-шоу.